# Waiho
A Waiho (régen Waiau) folyó a Ferenc József-gleccser olvadékvizét vezeti a Tasman-tengerbe Új-Zéland Déli-szigetén, a West Coast régiójában. A folyó elhalad Franz Josef/Waiau település mellett. A part közelében kiszélesedő medrén az országos 6-os főútvonal hosszú, egy forgalmi sávú hídja vezet át. 
A folyó vízhozama a csapadékviszonyok és a hóolvadas függvényében nagy mértékben ingadozik. 2019. március 26-án egy 400 mm  esővel érkező viharban a hidat elsodorta az ár. A hidat 18 nap alatt építették újjá.

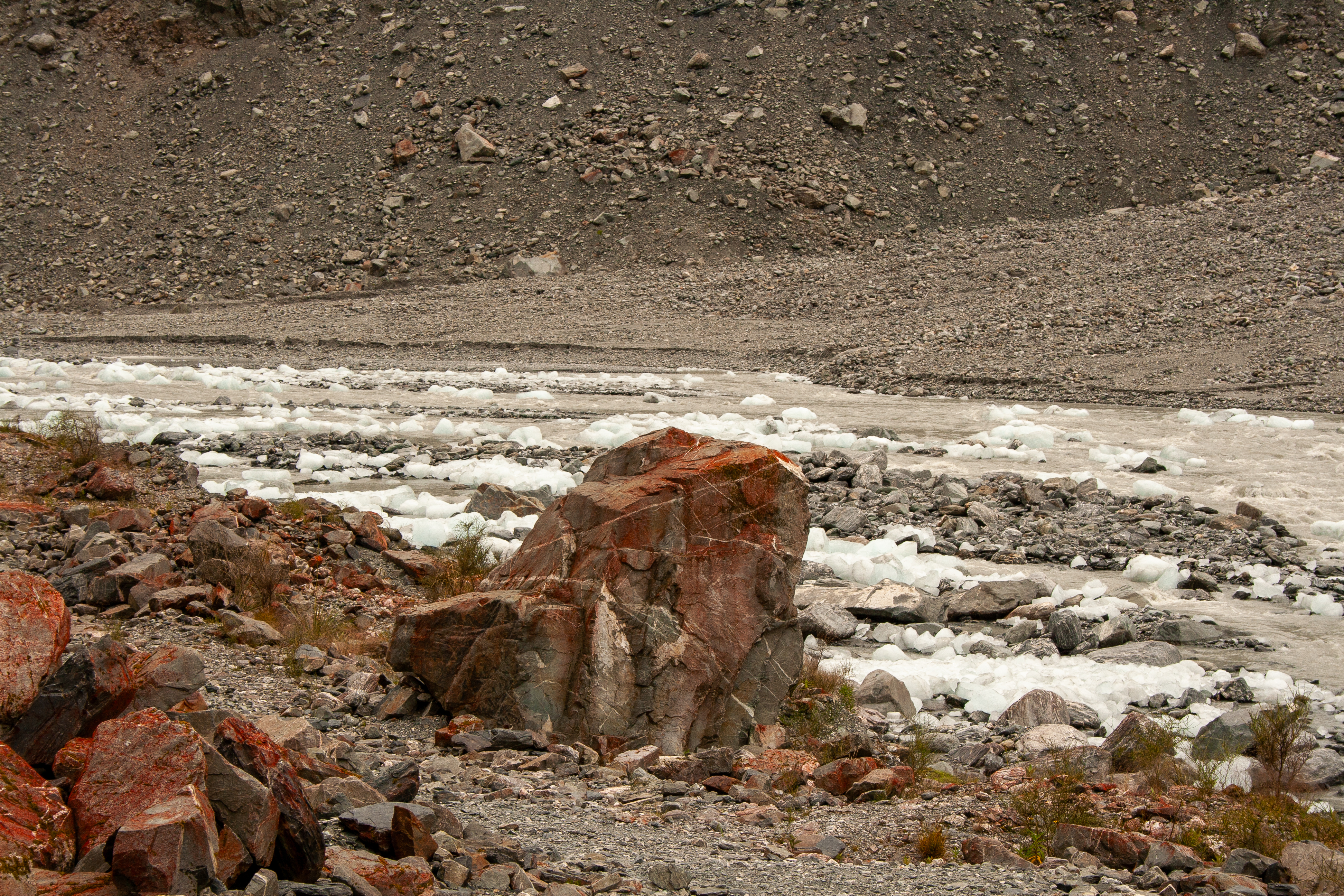
A Ferenc József gleccser olvadékvize
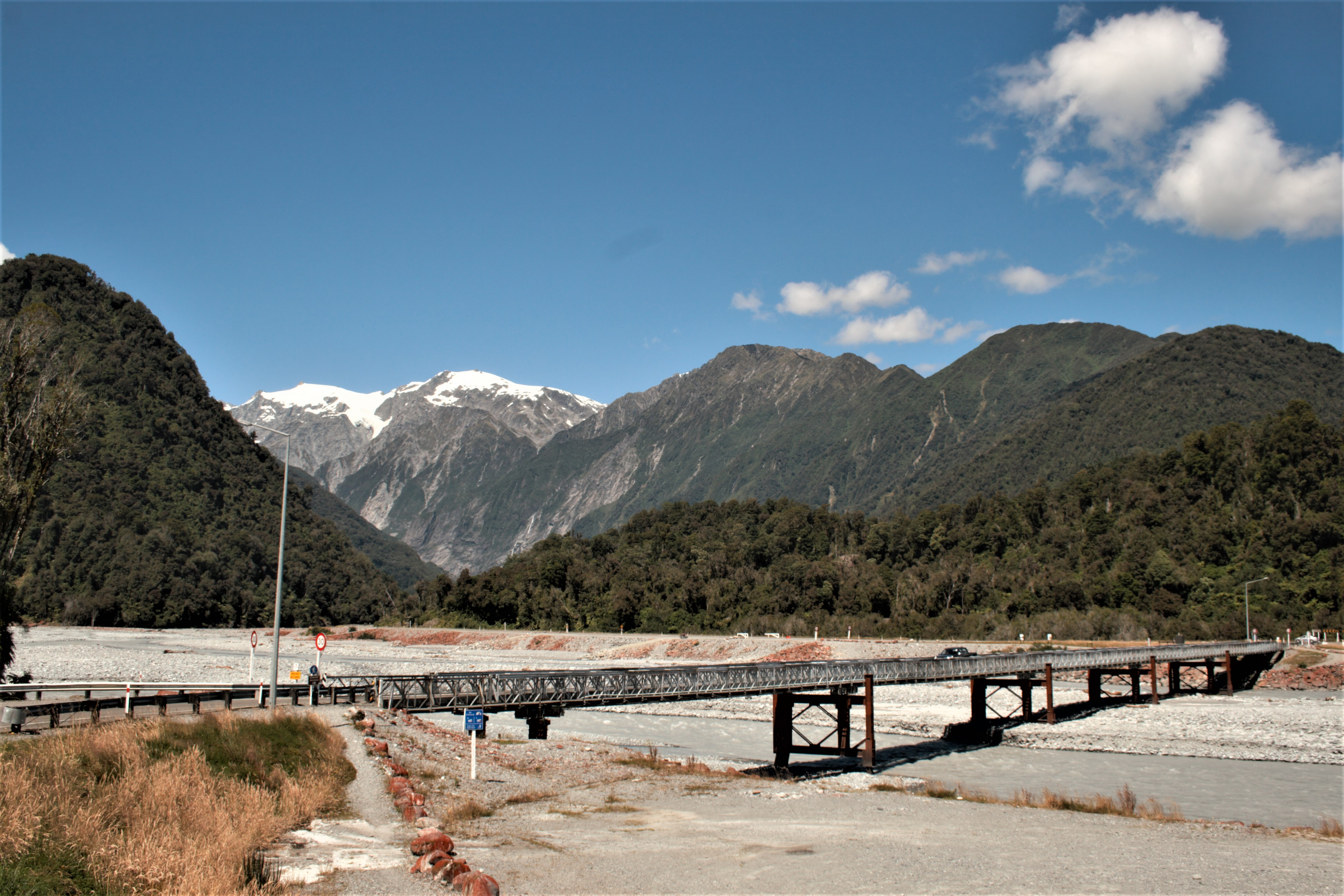
A híd a kiszélesedő torkolatban
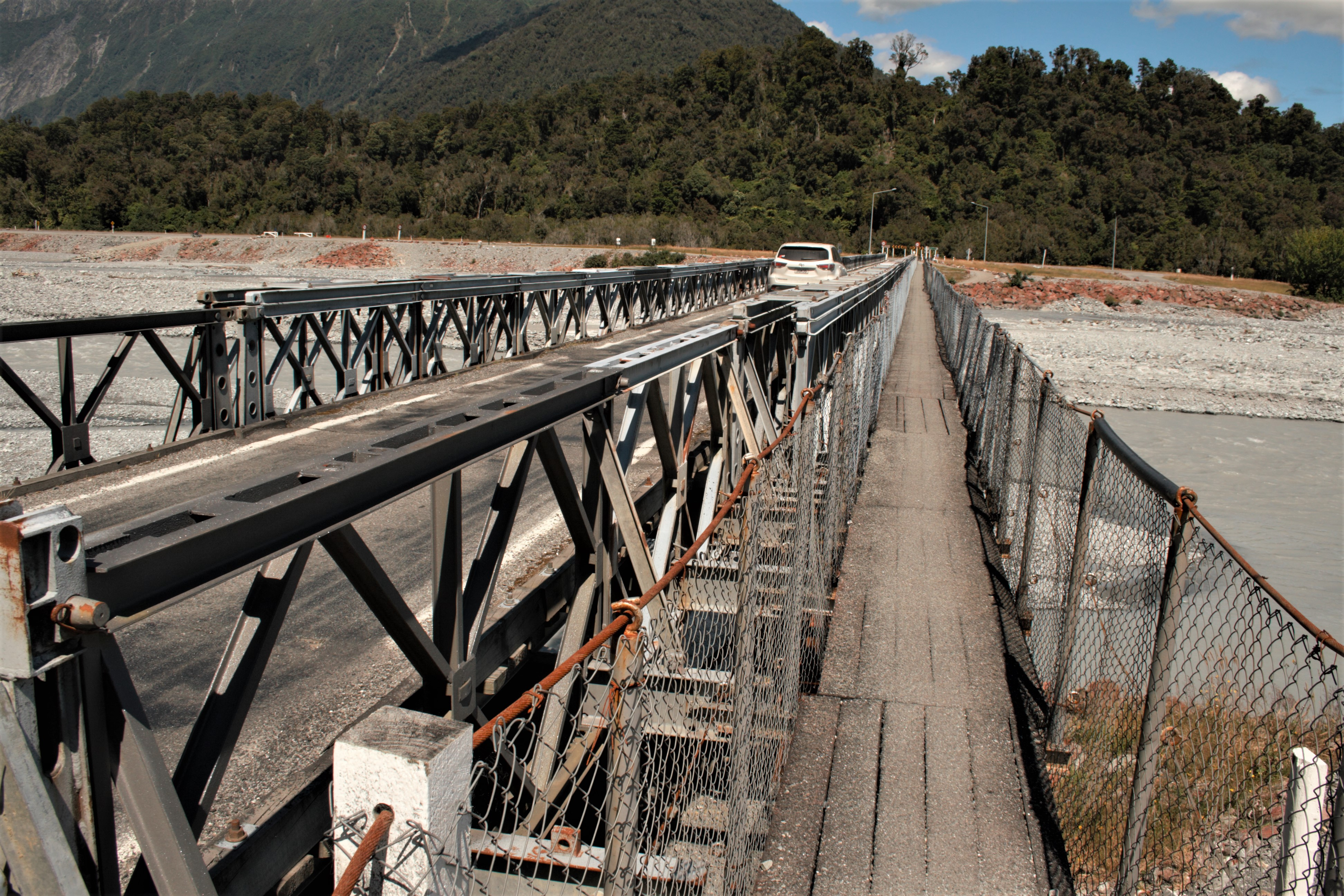
Egy forgalmi sáv és járda

## Fordítás
- Ez a szócikk részben vagy egészben  a   Waiho river című angol Wikipédia-szócikk ezen változatának fordításán alapul.  Az eredeti cikk szerkesztőit annak laptörténete sorolja fel. Ez a jelzés csupán a megfogalmazás eredetét és a szerzői jogokat jelzi, nem szolgál a cikkben szereplő információk forrásmegjelöléseként.